# Семенцовское газоконденсатное месторождение
Семенцовское газоконденса́тное месторожде́ние — газоконденсатное месторождение, расположенное в Полтавском районе (Полтавская область, Украина). Относится к Глинско-Солоховскому нефтегазоносному району Днепровско-Донецкой нефтегазоносной области Восточного нефтегазоносного региона Украины.

## Характеристика
Расположено в 22 км северо-западнее Полтавы в бассейне реки Средняя Говтва между сёлами Каплуновка и Петренки.
Месторождение связано с бранхиантиклинальной складкой (размеры 11×6,2 км, амплитуда 200 м). Газоносными являются горизонты в отложениях нижнекаменноугольной системы на глубине 4120-4400 м. Месторождение эксплуатируется с 1981 года. Годовой дебит скважин 33-190 тыс. м³ газа, содержание конденсата 135-398 г/м³. Химический состав газа: метана 67,4-89,3%, этана 6,1-14,8%, пропана 1,9-8,0%, бутана 0,4-2,8%, углекислого газа 0,5-4,6%, азота 0,4-2,6%. Нижняя теплотворная способность 39,2-50,9 МДж/м³. Удельный вес газового метанонафтенового конденсата 785-796 кг/м³. С начала эксплуатации добыто  3,3 млрд. м³ газа.
Поднятие обнаружено в 1968 году. Первый промышленный прилив газа получен с интервалом 4175-4195 м в 1978 году. Залежи связаны с пластовыми, сводчатыми, тектонически экранированными ловушками. Режим залежей газовый и упруговодонапорный. Коллекторы — песчаники. Запаси начальные добываемые категорий А+В+С1: газа — 15680 млн. м³, конденсата — 2202 тыс. т.